# Collettea cylindratoides
Collettea cylindratoides is een naaldkreeftjessoort uit de familie van de Colletteidae. De wetenschappelijke naam van de soort is voor het eerst geldig gepubliceerd in 2000 door Larsen.